# Mairhof (Gemeinde St. Jakob in Defereggen)
Mairhof ist ein Weiler der Fraktion Innerrotte in der Gemeinde St. Jakob in Defereggen im Defereggental (Osttirol).

## Geographie
Mairhof liegt östlich des Trojer Almbachs am sonnenseitigen Fuß der ersten Steilstufe des Defereggentals. Benachbarte Ortschaften sind Trojen und Außerberg im Nordwesten, Erlach im Nordosten, Eggemeier im Osten und Hirbe im Süden. Die Siedlungen von Mairhof und Hirben sind mittlerweile so verschmolzen, dass im Ortsbild keine Unterscheidung zwischen den Orten ersichtlich ist.
Erreichbar ist Mairhof über eine Straße, die vor dem Trojer Almbach von der Defereggentalstraße abzweigt und nach Norden durch Hirben nach Maierhof und weiter über die Hofzufahrt Erlach-Tögisch nach Erlach bzw. Tögisch führt.

## Geschichte
Die Besiedelung von Mairhof ging von der Doppelschwaige Mayerhof aus, genauer gesagt von der Schwaige Obermayerhof, einer Schwaige der Grundherrschaft Lasser zu Zollheim. Mit der Zeit bildeten sich aus der Schwaige mehrere Teilgüter mit den Hofnamen Tomilis (Innerrotte 7), Boocher/Bacher (Innerrotte 8) und Schmied (Innerrotte 9a und 44) und Gundler (Innerrotte 9b) heraus. Die wenigen Bauernhöfe waren in der Folge lange Zeit die einzigen Siedlungsbestandteile von Mairhof.
In Maierhof wurden 1923 drei Gebäude und 12 Einwohner gezählt. 1951 lebten im Weiler Maierhof 18 Menschen in drei Häusern. 1961 zählte Maierhof vier Gebäude und 31 Einwohner, 1971 waren es 30 Einwohner in fünf Häusern. Das letzte Mal wies die Statistik Austria die Einwohnerzahl 1981 für Maierhof aus. Damals lebten 36 Menschen in Maierhof, es gab 7 Gebäude und Haushalte, wobei sechs Gebäude bewohnt waren.